# Rychle a zběsile 8
Rychle a zběsile 8 (v anglickém originále The Fate of the Furious) je americký akční film z roku 2017, který režíroval F. Gary Gray. Scénář k němu napsal Chris Morgan. Je to osmý film ze série Rychle a zběsile. Ve snímku hrají hlavní role Vin Diesel, Dwayne Johnson, Jason Statham, Michelle Rodriguez, Tyrese Gibson, Chris Bridges, Nathalie Emmanuel, Kurt Russell, Scott Eastwood, Charlize Theronová a Helen Mirrenová.
Snímek je prvním, od filmu Rychle a zběsile: Tokijská jízda, ve kterém nehraje Paul Walker, který zemřel při autonehodě 30. listopadu 2013, během natáčení filmu Rychle a zběsile 7.
Plány o natočení osmého pokračování byly oznámeny v březnu 2015, při rozhovoru Vina Diesela v pořadu Jimmy Kimmel Live! a oznámil, že se děj bude odehrávat v New Yorku. V říjnu 2015 bylo oznámeno, že Gray bude snímek režírovat, namísto Jamese Wana, který natočil film předchozí. Natáčení začalo v březnu 2016 a natáčelo se na Havaně, v Atlantě v Clevelandu a v New Yorku.
Americká premiéra proběhla 14. dubna 2017, v České republice snímek distribuuje CinemArt a premiéra proběhla 13. dubna 2017.

## Děj
Brian (Paul, Cody Walker) a Mia (Jordana Brewster) po událostech z předešlého dílu odešli od týmu na odpočinek, vedou klidný život a věnují se dítěti. Dominic Toretto (Vin Diesel) odletěl s Letty (Michelle Rodriguez) na dovolenou na Kubu, ale potkal tam zlou manipulátorku, hackerku a kyberteroristku Cipher (Charlize Theron), která ho pak ovládla a přetáhla na stranu zla.Vydírala ho a donutila aby pro ní musel pracovat a zradit svůj tým. Mezitím se vedení jeho týmu chopil agent Hobbs (Dwayne Johnson) a tým proti své vůli musel spolupracovat s Deckardem Shawem (Jason Statham) (úhlavním nepřítelem z předešlého dílu, který jim zabil Hana), aby jim pomohl získat Toretta zpět.

## Obsazení
- Vin Diesel Dominic Toretto - Hlavní hrdina, pouliční závodník, šéf týmu, v tomhle díle byl na opačné straně a pod vlivem Cipher zradil svůj tým.
- Michelle Rodriguez Letty Ortiz - Domova přítelkyně, pouliční závodnice.
- Dwayne Johnson Luke Hobbs - Agent diplomatické bezpečnostní služby, spojenec Torettova týmu. V tomhle díle převzal vedení týmu, když byl Toretto na opačné straně.
- Jason Statham Deckard Shaw - Úhlavní nepřítel z předešlého dílu, v tomhle díle spolupracoval s Torettovým týmem.
- Tyrese Gibson Roman Pearce - Člen týmu, Brianův kámoš z dětství, komik, vtipálek.
- Chris 'Ludacris' Bridges Tej Parker - Člen a hacker týmu, Brianův kámoš z Miami.
- Nathalie Emmanuel Ramsey - Hackerka v týmu.
- Kurt Russell Pan Nikdo - Vládní agent pracující s týmem.
- Scott Eastwood Mladší pan nikdo - agent pracující s panem Nikdo.
- Elsa Pataky Elena - Bývalá Domova přítelkyně a Hobbsova kolegyně.
- Charlize Theron Cipher - Úhlavní nepřítelkyně, kyberteroristka, hackerka, manipulátorka, ovládla Toretta a přetáhla ho na svou stranu.
- Kristofer Hivju Rhodes - Bodyguard od Cipher.
- Helen Mirren Magdalena Shaw - Matka Deckarda Shawa.
- Luke Evans Owen Shaw - Bratr Deckarda Shawa, úhlavní nepřítel z 6.dílu.
- Don Omar Rico Santos - Torettův kámoš z Dominikánské republiky.
- Tego Calderon Tego Leo - Torettův kámoš z Dominikánské republiky.

## Produkce
Plány o natočení osmého pokračování byly oznámeny v březnu 2015, při rozhovoru Vina Diesela v pořadu Jimmy Kimmel Live! a oznámil, že se děj bude odehrávat v New Yorku. Chris Morgan napsal k filmu scénář, je to již jeho šestý z osmi filmů. Na CinemaConu v Las Vegas Diesel prozradil, že americká premiéra proběhne 14. dubna 2017. Na předávání cenTeen Choice Awards, kde Paul Walker získal cenu za nejlepšího herce v akčním filmu, Diesel oznámil, že film se bude jmenovat Fast 8. V září Diesel prozradil, že scénář je skoro dokončený a že by byl rád, kdyby osmé pokračování režíroval Rob Cohen, který režíroval film první. 14. dubna 2015 bylo oznámeno, že režisér filmu Straight Outta Compton F. Gary Gray bude režisérem filmu.
V červenci 2015 bylo potvrzeno, že postava Brian O'Conner, kterou hrál Paul Walker se ve filmu neobjeví. Mluvilo se o tom, že jeho bratr Cody by mohl být obsazen do nové role, nebo by nahradila Paula v roli Briana O'Connera. V prosinci 2016 byl film přejmenován na The Fate of the Furious, český název Rychle a zběsile 8 zůstal.

### Casting
Vin Diesel a Michelle Rodriguez byly první, kteří byli potvrzeni do nového filmu, Tyrese Gibson a Chris Bridges následovali krátce po nich. Lucas Black podepsal smlouvu, že si znovu zahraje roli Seana Boswella z filmu Rychle a zběsile: Tokijská jízda ve filmu Rychle a zběsile 7 a dvě další pokračování v září roku 2013. V květnu 2015 byl potvrzen Dwayne Johnson. Také byl potvrzen návrat Jasona Stathama. V dubnu 2016 bylo potvrzeno obsazení Charlize Theronové a Kristofera Hivju do rolí zloduchů, zatímco Scott Eastwood získal roli jako agent. V květnu 2016 Diesel uveřejnil na svůj instagram fotku s Elsou Pataky a potvrdil tak, že se vrací do své role, o dva dny později bylo zveřejněno video z natáčení s Nathalií Emmanuel, která sitaké zahrála v předchozím filmu. V červnu 2016 Helen Mirrenová potvrdila, že si zahraje ve filmu. V červenci Don Omar tweetnul, že on a Tego Calderon se vrací do pokračování. Lucas Black potvrdil, že se v osmém dílu neobjeví, kvůli jeho pracovnímu rozvrhu.

### Natáčení
Natáčení začalo 14. března 2016 v Mývatnu na Islandu, kde silný vítr odvál plastové ledovce a zradil tak dva koně, jednoho zranil a druhý musel podstoupit eutanazii. Na konci dubna natáčení začalo v hlavním městě Kuby v Havaně. V květnu se natáčelo v Clevelandu v Ohiu. Natáčelo se také v Atlantě v New Yorku.

## Přijetí

### Tržby
K 7. květnu film vydělal 207,1 milionů dolarů v Severní Americe a 951,2 milionů dolarů v ostatních oblastech, celkově tak vydělal 1,158 milionů dolarů po celém světě. 
Rozpočet filmu činil 250 milionů dolarů. Stal se třetím filmem, který vydělal za jediný víkend více než 500 milionů dolarů, a to po filmech Star Wars: Síla se probouzí a Jurský svět. Premiérový den vydělal film 15,8 milionů dolarů. Za první víkend vydělal 89,8 milionů dolarů. 
Snímek byl vydán v 69 zemích.

### Přijetí
Film získal smíšené recenze od kritiků. Na recenzní stránce Rotten Tomatoes získal z 220 započtených recenzí 67 % s průměrným ratingem 6,1 bodů z deseti. Na serveru Metacritic snímek získal z 45 recenzí 56 bodů ze sta.

### Ocenění a nominace
| Ocenění                 | Kategorie                            | Nominovaní                                                                   | Výsledek  |
| ----------------------- | ------------------------------------ | ---------------------------------------------------------------------------- | --------- |
| Cena Saturn             | nejlepší akční/dobrodružný film      |                                                                              | nominace  |
| Cena Saturn             | nejlepší střih                       | Christian Wagner a Paul Rubell                                               | nominace  |
| Golden Trailer Awards   | nejlepší akční TV spot               |                                                                              | nominace  |
| Hollywood Post Alliance | nejlepší zvuk                        |                                                                              | nominace  |
| MTV Movie + TV Awards   | generační ocenění                    | Filmová série Rychle a zběsile                                               | vítězství |
| Teen Choice Awards      | nejlepší akční film                  |                                                                              | nominace  |
| Teen Choice Awards      | nejlepší filmový herec: akční film   | Vin Diesel                                                                   | nominace  |
| Teen Choice Awards      | nejlepší filmový herec: akční film   | Dwayne Johnson                                                               | nominace  |
| Teen Choice Awards      | nejlepší filmová herečka: akční film | Michelle Rodriguez                                                           | nominace  |
| Teen Choice Awards      | nejlepší filmový zloduch             | Charlize Theron                                                              | nominace  |
| World Stunt Awards      | nejlepší práce ve voze               | Debbie Evans, Steve Kelso, Henry Kingi Jr., Henry Kingi, James A. Smith      | nominace  |
| World Stunt Awards      | nejlepší práce ve voze               | Jack Gill, Henry Kingi Jr., Jalil Jay Lynch, Denney Pierce, Justin Sundquist | nominace  |